# 巴西王国

巴西王国国旗

1822年的巴西王国行政区划图

巴西王国（葡萄牙語：Reino do Brasil）是葡萄牙、巴西和阿尔加维联合王国的一个构成国，存在于1815年—1822年，首都是里约热内卢。